# Anonymus

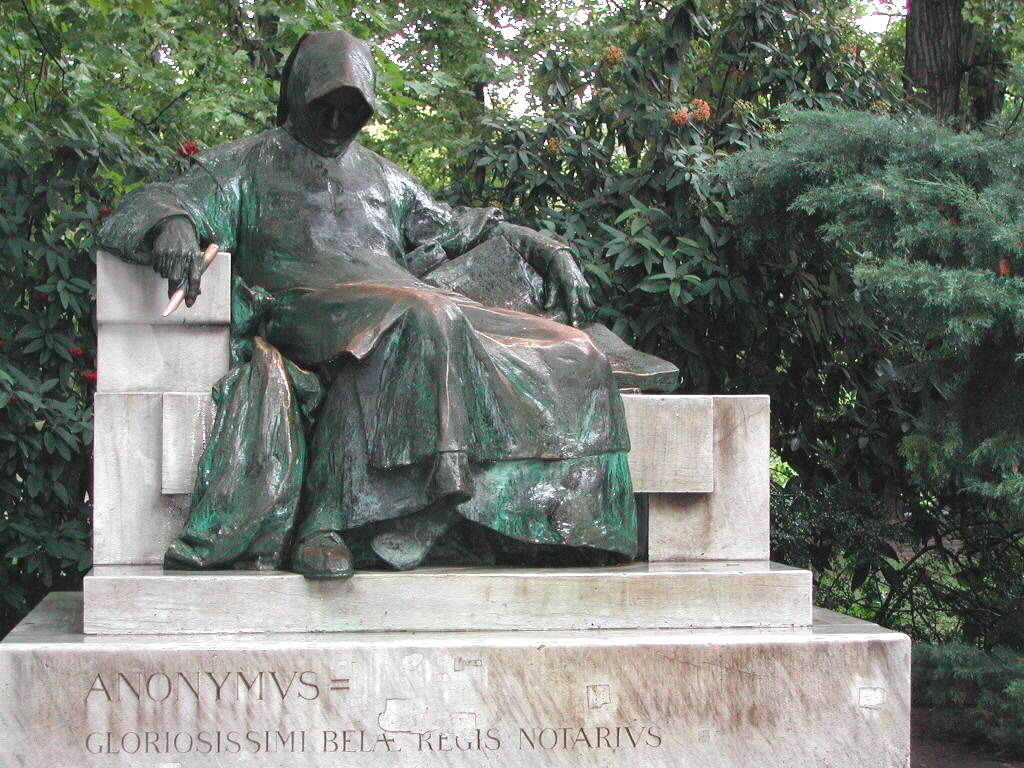
Statuie a lui Anonymus din Budapesta, realizată de către Miklós Ligeti (1903)

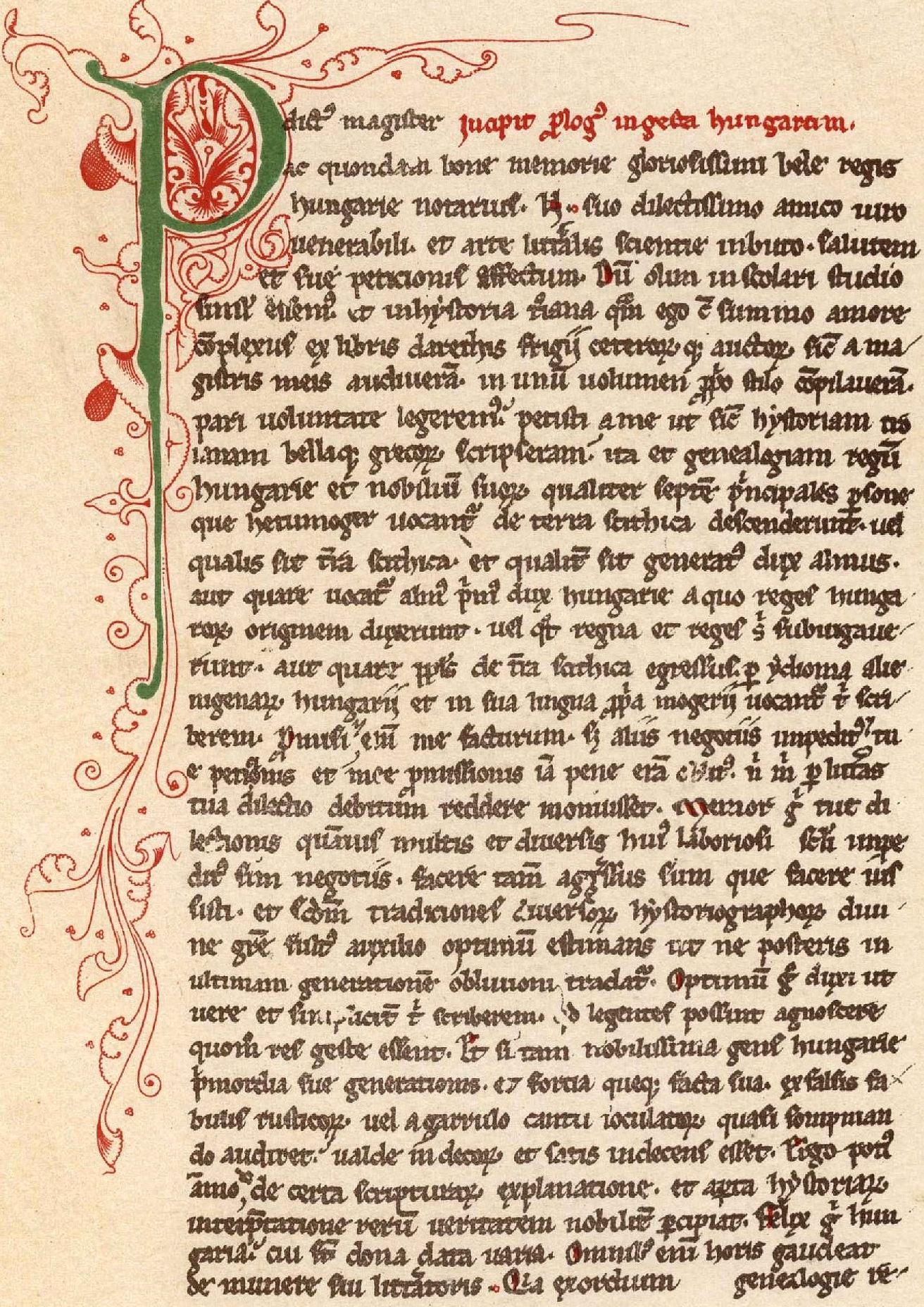
Pagina de titlu a lucrării sale

Anonymus a fost notarul anonim al unui rege Bela (nu se cunoaște cu exactitate care), autor al cronicii maghiare Gesta Hungarorum - scrisă pe la 1200 pe baza unor izvoare anterioare. Cleric format în Franța (pe la 1200 Universitatea din Paris atrăgea studioși din toată Europa), iscodește istoria din cântec și din exploatarea imaginativă a toponimelor și a numelor de localități.
Ambițioasa sa compilație, de un stil oarecum căutat, trimite la Cântecul Nibelungilor, dar și la cea mai veche cronică maghiară (din secolul XI) având același nume. Cronica sa cuprinde știri deosebit de importante, dar disputate privind existența în Transilvania, Banat și Partium - la sfârșitul secolului IX - începutul secolului X - a formațiunilor statale ale blazilor și slavilor conduse Gelu, Glad, respectiv Menumorut și rezistența lor în fața pătrunderii triburilor maghiare.